# Cryptoheros altoflavus
Cryptoheros altoflavus är en fiskart som beskrevs av Robert Allgayer 2001. Cryptoheros altoflavus ingår i släktet Cryptoheros och familjen Cichlidae. Inga underarter finns listade i Catalogue of Life.